# Eusexua
Eusexua es el tercer álbum de estudio de la cantautora británica FKA Twigs, lanzado el 24 de enero de 2025 bajo los sellos Young y Atlantic Records.
Es su primer álbum después de cinco años, y el primer proyecto en tres, la cantante explicó el nombre y el concepto del álbum como una «trascendencia momentánea, un estado de ser que existe más allá de los límites del lenguaje y las emociones. Es la sensación de perderse en la música, de conectar con otra persona en un nivel profundo, de sentir un momento de claridad y pura inspiración creativa».

## Lista de canciones
| N.º | Título             | Duración |  |
| 1.  | «Eusexua»          | 4:24     |  |
| 2.  | «Girl Feels Good»  | 3:56     |  |
| 3.  | «Perfect Stranger» | 3:17     |  |
| 4.  | «Drums of death»   | 3:11     |  |
| 5.  | «Room of fools»    | 4:25     |  |
| 6.  | «Sticky»           | 2:57     |  |
| 7.  | «Keep it, hold it» | 4:32     |  |
| 8.  | «Childlike things» | 2:30     |  |
| 9.  | «Striptease»       | 4:37     |  |
| 10. | «24hr Dog»         | 4:41     |  |
| 11. | «Wanderlust»       | 4:17     |  |